# 5361 Гончаров
5361 Гончаров (5361 Goncharov) — астероїд головного поясу, відкритий 16 грудня 1976 року.
Тіссеранів параметр щодо Юпітера — 3,195.